# Sambiroto (Tayu)
Sambiroto is een bestuurslaag in het regentschap Pati van de provincie Midden-Java, Indonesië. Sambiroto telt 4041 inwoners (volkstelling 2010).